# گیگابایت
گیگابایت (به انگلیسی: Gigabyte) GB، یکای اطلاعات و ذخیره‌سازی در رایانه است. این واژه از پیشوند گیگا و کلمهٔ بایت تشکیل شده‌است.
این واژه به معنای یک میلیارد بایت یا ۱۰۹ بایت یا ۱۰۰۰ مگابایت است، اما در محاسبات که بایت بر حسب توانی از ۲ (توان دودویی) محاسبه می‌شود، یک میلیارد بایت معادل ۲۳۰ یا ۱٬۰۷۳٬۷۴۱٬۸۲۴ بایت می‌باشد. در این صورت هر گیگابایت برابر ۱۰۲۴ مگابایت است که با واحد GiB (به انگلیسی: Gibibyte) نوشته می‌شود، به عبارتی هر گیگابایت برابر با ۲۱۰ مبی‌بایت است.
کاربرد هر یک از این دو تعریف بستگی به کاربرد آن دارد. بدین صورت که برای بیان گنجایش حافظه دیسک سخت و حجم داده‌های انتقال در مخابرات، اینترنت و شبکه‌های رایانه‌ای از توان ۱۰ ولی برای بیان ظرفیت حافظه تصادفی رایانه (به انگلیسی: RAM) از توان دودویی آن استفاده می‌شود.
از دیدگاه تاریخی، اولین بار انجمن مهندسان برق و الکترونیک (به انگلیسی: IEEE) این مقیاس را برای توان کلیدخانه‌ها (به انگلیسی: Switchgear) تعریف کردند.
اما در سال ۲۰۰۸ میلادی توصیه کمیته الکتروتکنیکی بین‌المللی (به انگلیسی: ICE) را برای استفاده از آن به عنوان در سیستم یکای متریک پذیرفتند.

## نمونه‌های کاربرد
- یک ساعت ویدیوی SDTV با نرخ ۲/۲ مگابیت بر ثانیه
- هفت دقیقه ویدیوی HDTV با نرخ ‎۱۹/۳۹ مگابیت بر ثانیه
- ۱۱۴ دقیقه موسیقی با کیفیت لوح فشرده صوتی با نرخ ‎۱/۴ مگابیت بر ثانیه
- یک DVD-R می‌تواند تا ‎ ۴/۷ گیگابایت داده در خود نگاه دارد
- یک دیسک بلو ری دولایه تا ۵۰ گیگابایت داده ضبط می‌کند